# It's Punky Brewster
It's Punky Brewster (Punky, no Brasil) é uma série de desenho animado spin-off do seriado de televisão Punky, a Levada da Breca. Foi produzido pela Ruby-Spears. No Brasil, foi exibido pelo SBT, entre os anos 80 e o início dos anos 2000.

## História
O desenho é dublado com as vozes originais do seriado de TV Punky Brewster. A grande diferença do desenho para o seriado é a introdução do personagem Glomer, uma mistura de animal e duende, com poderes mágicos, vindo de uma cidade no fim do arco-íris. O desenho mostra as aventuras de Punky e sua turma, junto com Glomer.

## Episódios

### Primeira temporada (1985)
1. "Punky to the Rescue"/"The Quartersize Quarterback"
2. "The Gold Rush"/"Phar Out Pharaoh"
3. "Pretty Ugly"/"Glomer's Story"
4. "Brandon the Dialogue Dog"/"Winning Isn't Everything"
5. "Punky Wise and Pound Foolish"/"A Small Mistake"
6. "Return to Chaundoon"/"Christmas in July"
7. "Halloween Howlers"/"Fish Story"
8. "Glomer Punks Out"/"The Shoe Must Go On"
9. "Growing Pain"/"Double Your Punky"
10. "Spellbound"/"Louvre Affair"
11. "Switchin' Places"/"The Perils of Punky"
12. "Any Wish Way You Can"/"The Bermuda Tangle"
13. "Unidentified Flying Glomer"/"How the Midwest was Won"

### Segunda temporada (1986)
1. "Little Orphan Punky/Punky's Millions"
2. "Punky, Snow White & the Seven Dwarfs/Punky the Heiress"
3. "Fair Feathered Friend/Be My Glomley"
4. "All in Henry's Family"
5. "Call Me Ms."
6. "Punky P.I."
7. "Mississippi Mud"
8. "Punky's Half Acre"
9. "Camp Confusion"
10. "Bright Eyes"
11. "Mother of the Year"
12. "Allen Who?"
13. "Caught in the Act"

## Dubladores

### Nos Estados Unidos
- Casey Ellison - Allen Anderson
- Ami Foster - Margaux Kramer
- Soleil Moon Frye - Punky Brewster
- George Gaynes - Henry P. Warnimont
- Cherie Johnson - Cherie Johnson
- Casey Kasem - Announcer
- Frank Welker - Glomer

## Musica-tema
A música-tema foi produzida por Shuki Levy e Haim Saban, os mesmos que conduziram o tema de abertura de Os Pequeninos (interpretada por Rachelle Cano), muito similar. Não se sabe quem cantou o tema foi a mesma pessoa, embora soe muito com a interpretação de uma Cyndi Lauper mais jovem.